# Internet Speech Audio Codec
internet Speech Audio Codec (iSAC) ist ein offen dokumentierter, lizenzgebührenfreier Breitband-Sprachcodec, ursprünglich entwickelt von Global IP Solutions (GIPS). Er eignet sich für IP-Telefonie-Anwendungen und Streaming Audio.
Die codierten Blöcke müssen zur Übertragung in ein geeignetes Protokoll verpackt werden, beispielsweise das RTP.
Im Unterschied zum iLBC war dieser Codec proprietär, das heißt die Implementierung musste von GIPS lizenziert werden und der Algorithmus war nicht zugänglich. Infolge der Akquise von GIPS durch Google Inc. steht das Verfahren lizenzkostenfrei zur unbedingten Nutzung für jedermann zur Verfügung und wird die Referenzimplementierung als Freie Software unter den Bedingungen einer BSD-artigen Lizenz verbreitet.
Er findet Verwendung in Gizmo5, Google Talk sowie eventuell bald auch in Microsoft-Produkten (MSN und Microsoft Office Real-Time Collaboration, RTC). Früher wurde er in Skype verwendet.
iSAC ist ein Breitband-Codec mit variabler Bitrate, der seine Bitrate zwischen 10 und 32 kbit/s anpassen kann.

## Parameter und Merkmale
- Abtastfrequenz von 16 kHz
- variable Bitrate mit anpassungsfähiger Paketgröße (10 bis 32 kbit/s beziehungsweise 30 bis 60 Millisekunden)
- Komplexität vergleichbar mit G.722.2 bei vergleichbar Bitraten
- Verzögerung des Verfahrens: Paketgröße plus 3 Millisekunden